# Římskokatolická farnost u kostela sv. Tomáše, Brno
Římskokatolická farnost u kostela sv. Tomáše, Brno je územním společenstvím římských katolíků v rámci brněnského děkanství brněnské diecéze s farním kostelem svatého Tomáše.

## Historie farnosti
Na tehdejším brněnském předměstí založil kolem roku 1350 moravský markrabě Jan Jindřich kostel a klášter augustiniánů, který byl v roce 1645 během švédského obléhání Brna značně poškozen. Od roku 1662 probíhala stavební obnovou kostela v duchu barokního tvarosloví pod vedením Jana Křtitele Erny. V průběhu 18. století byl postaven konvent a nová prelatura. Po zrušení kláštera císařem Josefem II. byla 1. září 1784 ustavena u kostela farnost.

## Bohoslužby
| Kostel         | Místo      | Bohoslužba (den)                                 | Hodina                                                                                                 | Poznámka     |
| -------------- | ---------- | ------------------------------------------------ | --- | ------------ |
| svatého Tomáše | Brno-střed | neděle pondělí úterý středa čtvrtek pátek sobota | 7.45 (latinská),9.00,11.00,19.30, 7.00 a 17.30 * 7.00 a 17.30 * (pro děti) 7.00 a 17.30 * 7.00 a 17.30 | farní kostel |

## Duchovní správci
V letech 1942 až 1948 byl kaplanem ve farnosti Petr Lekavý. Od 1. srpna 1997 do srpna 2013 byl farářem R. D. Mgr. Petr Vrbacký. Od 1. září 2013 je farářem Mons. Dr. Jan Mráz.

## Kněží pocházející z farnosti
Z farnosti pochází kněz Tomáš Holý. Ten slavil svoji primici ve farním kostele 25. června 2000.

## Aktivity ve farnosti
Posvěcení kostela se slaví 13. března (Dne 13. března 1356 posvětil olomoucký biskup Jan Očko z Vlašimi dokončené kněžiště chrámu).
Dnem vzájemných modliteb farnosti za bohoslovce a bohoslovců za farnost je 15. července.
Farnost každoročně pořádá farní ples.
Ve farnosti se pravidelně koná tříkrálová sbírka. Při sbírce v roce 2016 se vybralo 48 182 korun. V roce 2018 činil výtěžek sbírky 50 059 korun.
Od roku 1993 trvá ve farnosti dárková tradice, kdy členové farní charity před Vánocemi navštěvují staré, nemocné a osamělé s dárkovými balíčky. Dary směřují také k obyvatelům charitního domova v Brně na Kamenné ulici nebo k matkám s dětmi v azylovém Domově svaté Markéty v Brně.